# 19835 Zreda
19835 Zreda este un asteroid din centura principală de asteroizi.

## Descriere
19835 Zreda este un asteroid din centura principală de asteroizi. A fost descoperit pe 24 septembrie 2000 la Socorro, New Mexico, în cadrul proiectului LINEAR. Asteroidul prezintă o orbită caracterizată de o semiaxă mare de 2,32 ua, o excentricitate de 0,18 și o înclinație de 3,6° în raport cu ecliptica.